# 安全运营中心

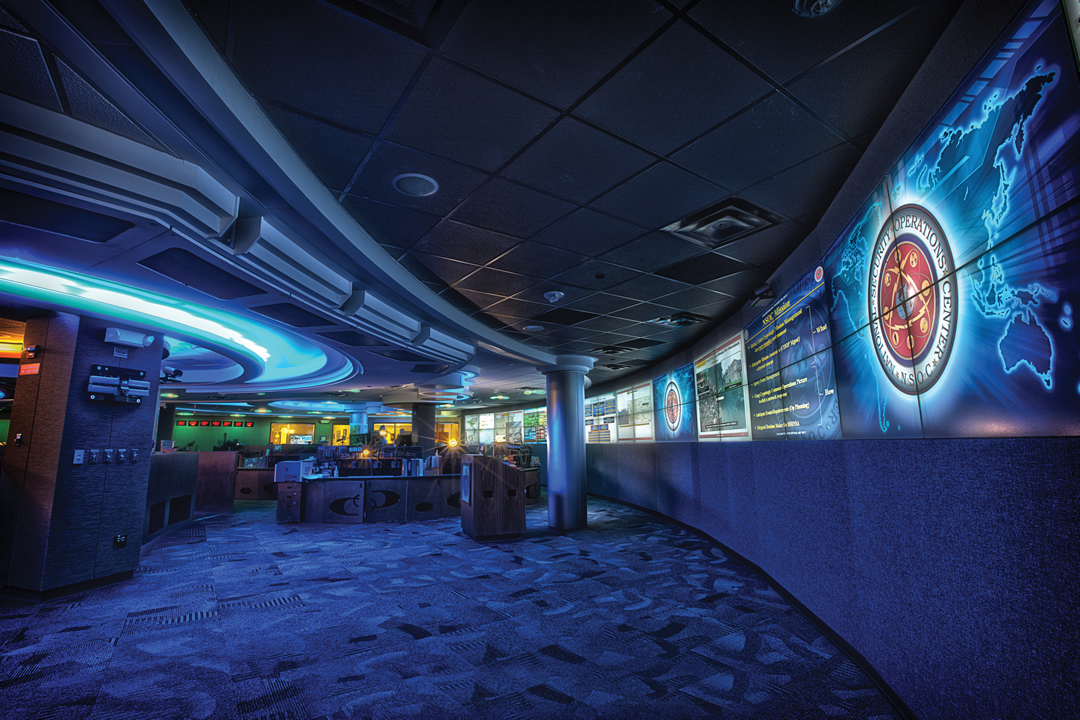
攝於2012年，馬里蘭州國家安全運營中心內部。

安全运营中心（英文：Security Operations Center，简称为SOC）是负责保护组织免受网络威胁的侵害的机构。安全运营中心分析员全天候监控该组织的网络系统，并负责调查任何可能的安全事件。一旦检测到网络攻击，安全运营中心分析员将采取必要的措施进行应对和修复。安全运营中心由人员、流程和技术三个基本要素组成。这些要素由组织内部的治理和规定紧密组合在一起。安全运营中心通常集中在某一建筑物或设施内，分析员于此处通过数据处理技术来监控该组织的网络情况。一般来说，安全运营中心配备有用于访问监控、照明控制、警报和车辆屏障控制的设备。